# مهدي المشاط
مهدي محمد حسين المشاط (من مواليد 1986) هو رئيس المجلس السياسي الأعلى التابع للحوثيين (غير معترف به) في اليمن والقائد الأعلى للقوات المسلحة اليمنية منذ 23 أبريل 2018 ينتمي لجماعة أنصار الله الحوثيين تولى رئاسة ما يعرف باسم المجلس السياسي الأعلى خلفا لصالح الصماد. يعتبر المشاط من الشخصيات القوية والسياسية والمتمسكة بثقافة القرآن الكريم وثقافة الجهاد ومناهضته للمشروع الامريكي في المنطقة ومن ابرز المناصرين لمواقف الأمة وعلى رأسها قضية فلسطين.
دمر التحالف السعودي الإماراتي بدعم لوجستي أمريكي منزل مهدي المشاط اول ايام التدخل العسكري في اليمن حيث يعتبر من ابرز المناهضين للعدوان أو التدخل العسكري في اليمن. شارك المشاط في جميع الحروب التي شنها النظام السابق على انصار الله في صعدة وكان يعمل مديراً لـ مكتب عبد الملك الحوثي ويعتبر المشاط من ابرز رجال عبد الملك الحوثي في مختلف الجوانب الثقافية والسياسية والعسكرية.

## عن حياته
ولد مهدي المشاط في قرية الرقة عزلة ولد نوار، مديرية حيدان، محافظة صعدة في سنة 1986 عمره ما يقارب الـ35 عاماً. من اسرة فقيرة في منطقة نائية متزوج وله عدد من الأولاد، رفيق درب وصهر عبد الملك بدر الدين الحوثي ويعد الشيخ / قاسم صالح عبدالله بتران  شيخا لمنطقه الرقه وحيث يعد /محمد جابر الرازحي محافظ لمحافظه صعده تعلم مهدي المشاط المذهب الزيدي الهادوي عند الكثير من العلماء الموالين لأنصار الله الحوثيين .
عمل المشاط مديرا لمكتب عبد الملك الحوثي بعد 21 سبتمبر 2014، برز اسمه إعلاميا في فترة عمله في لجنة الحوار ايام حرب دماج في صعدة بين السلفيين وأنصار الله. وكان من ابرز الرجال الذين خرجوا في ثورة 2011 ضد النظام السابق وله دور كبير في ايام الحوار الوطني بين المكونات والأحزاب اليمنية عام 2013.
بعد اندلاع الحرب الأهلية اليمنية والتدخل العسكري في اليمن عام 2015، كان المشاط عضوا في وفد «أنصار الله» المفاوض في مؤتمر جنيف بشأن اليمن والمشاورات السياسية في الكويت عام 2016، كما كان عضوا في وفد أنصار الله المفاوض الذي زار موسكو وبكين في نفس العام. وفي 16 مايو 2017 عُيِّن عضواً في المجلس السياسي الأعلى.
يعد المشاط مع عبد الله الحاكم وعبد الكريم الحوثي ومحمد علي الحوثي، أقطاب الدائرة الضيقة لصنع القرار في جماعة الحوثي، في ما يخص التحركات العسكرية والتعيينات والتنقلات وإدارة شؤون المناطق الخاضعة لسيطرة الجماعة.

## المجلس السياسي الأعلى
عُيِّن عضواً في المجلس السياسي الأعلى بديلا عن يوسف الفيشي بناء على طلب من جماعة أنصار الله في 16 مايو 2017، وجاء تعيين المشاط في هذا المنصب بسبب ما قيل أن الفيشي كان مقربا من علي عبد الله صالح، وتولى إدارة الملف الاقتصادي بعد شهر من تعيينه. بعد مقتل صالح الصماد رئيس المجلس السياسي الأعلى بغارة جوية للتحالف العربي في الحديدة في 19 أبريل 2018، أعلن المجلس اختيار المشاط رئيسا جديدا له في 23 أبريل 2018، أدى اليمين الدستورية في مجلس النواب في 25 أبريل 2018؛ رغم الاتهامات التي قالت أن المجلس انعقد دون النصاب القانوني.

## طالع أيضًا
- المجلس السياسي الأعلى
- حكومة الإنقاذ الوطني
- القوات المسلحة اليمنية الموالية لأنصار الله
- الإسناد اليمني لفلسطين في معركة طوفان الأقصى